# Историја рачунара у СФРЈ
Са циљем да се заштити домаћа производња од стране конкуренције, у чему се претеривало често и на штету домаћег купца и домаће индустрије, у Социјалистичкој Федеративној Републици Југославији (СФРЈ) су уведена строга увозна правила која су обликовала развој рачунара у земљи различит од развоја у западном свету. Једна од важних идеја које су управљале развојем технологија у СФРЈ је била потреба за независношћу од страних произвођача резервних делова, што је доприносило развоју домаћих рачунара.

## Рани рачунари
После стручне обуке (у иностраним рачунарским институтима: PARIS 1954. и 1955. = Т. Алексић и А. Манџић; DARMSTADT и WIEN 1959. = В. Масникоса; CAMBRIDGE 1961. = П. Врбавац; LONDON 1964. = Д. Христовић), инжењери из Института БК-Винча и касније Института Михајло Пупин на челу са проф. др. Тихомиром Алексићем започели су развој првих домаћих рачунара крајем педесетих година 20. века. Овај пројекат је произвео ЦЕР (Цифарски Електронски Рачунар) линију рачунара, почев са моделом ЦЕР-10 1960. године у Винчи.
До 1964, развијен је рачунар ЦЕР-20 са наменом да буде „електронска књиговодствена машина“, као резултат растуће потребе књиговодственог тржишта. Тренд израде рачунара пословне намене се наставља и израдом ЦЕР-22 1967. године, који је био намењен он-лајн операцијама у банкама и комуналним предузећима.
Било је још ЦЕР модела, као што су ЦЕР-12, ЦЕР-11, ЦЕР-111, и ЦЕР-200, али о њима овде има мање података.

## Увоз
С временом, када се схватило да домаћа наука и индустрија не може да држи корак са светским развојем рачунара, дозвољен је увоз страних рачунара под одговарајућим условима и посебним дозволама. Ово је довело до повећане доминације страних производа и смањења релативног тржишног удела домаћих рачунара. Насупрот овоме, а услед општег повећања заинтересованости тржишта, системи које су правиле домаће компаније као Институт Михајло Пупин (прво ЦЕР а затим ТИМ серије нпр. ТИМ-100 и ТИМ-600) и Искра Делта (нпр. модел 800, базиран на /34) су наставиле развој током седамдесетих и, чак, осамдесетих година.

## Ране осамдесете: Доба кућних рачунара
Више компанија је покушало да направе микрорачунаре сличне кућним рачунарима из 1980-их, као на пример Институт Иво Лола Рибар - Лола 8, ЕИ Ниш -  и 64, ПЕЛ Вараждин - Галеб и Орао (*), Ивел - Ултра и З3 итд. Многи фактори су утицали на њихов неуспех или позиционирање ван тржишта кућних рачунара:
- били су прескупи за појединачне купце (посебно у поређењу са популарним страним рачунарима , итд.),
- мали избор забавних и осталих програма је учинио да нису били привлачни савременим рачунарским ентузијастима,
- није их било могуће купити у продавницама.

Резултат је био да су се домаћи рачунари ове генерације углавном користили у владиним институцијама којима није било дозвољено да купују страну опрему. Они рачунари које је било могуће повезати на постојеће централне рачунаре као терминале су постигли већи успех у пословним компанијама а остали су се користили за образовне сврхе у школама.
Влада је покушала да контролише прилив страних кућних рачунара уводећи увозна ограничења цена и величине меморије. Међутим, народ је наставио да увози рачунаре било илегално или растављајући их на делове који су пролазили кроз задата ограничења. Таква „сива економија“ је убрзала распад домаће индустрије кућних рачунара.
Један рачунар је успео да се избори - Галаксија. Креатор Воја Антонић је објавио дијаграме и упутства за самоградњу рачунара за игрице у специјалном издању популарног часописа Галаксија под именом Рачунари у вашој кући јануара 1984. Рачунар је самостално градило више хиљада ентузијаста, а још их је мали број произведено за употребу у основним и средњим школама.
Кућни рачунари су били врло популарни у СФРЈ - толико да су радио-станице емитовале програме који су иначе били дистрибуирани на касетама - нпр. у емисији Вентилатор 202. Софтверски пирати су били чести и слободно су објављивали своје огласе у популарним рачунарским часописима као што су Рачунари, Свет компјутера, Мој микро и Ревија за микрорачунала. Јефтин (пиратски) софтвер је омогућио да практично сви власници кућних рачунари постану својеврсни колекционари програма са стотинама програма. Ово је касније произвело мешавину добрих и лоших ефеката. Развојни алати су били приступачни што је узроковало појаву великог броја рачунарских стручњака познатих и у свету али исти ти стручњаци нису могли да успеју на домаћем тржишту због исте те пиратерије која им је обезбедила образовање.

## Касне осамдесете: Доба личних рачунара
Друга половина осамдесетих доноси повећану популарност  компатибилних рачунара и, нешто мање,  and  рачунара. Домаћи произвођачи су избацили неколико модела IBM PC компатибилних рачунара, као што су неки модели ТИМ серије (ИМП) напр. ТИМ-100 и Лира рачунара (Еи), али је њихов „успех“ био ограничен на државне институције обавезне да купују само домаћу опрему.
Сива економија је наставила да омогућава доминацију стране технологије међу појединачним купцима а софтверско пиратство наставило да живи до распада СФРЈ деведесетих година.
Пред сам крај Југославије, 1989. године, приватна фирма „Сезам“ покренула је локалну мрежу персоналних рачунара за подручје Београда, која је пре свега укључивала популарну „Конференцију“. „Сезам“ се преоријентисао на Интернет 1996. године.

## Хронологија
1960
- Институт Михајло Пупин избацује први дигитални рачунар у СФРЈ - ЦЕР-10.

1964
- Институт Михајло Пупин избацује ЦЕР-20 - прву „електронску књиговодствену машину“.

1966
- Институт Михајло Пупин избацује серију пословних мини-рачунара ЦЕР-200.

1967
- Институт Михајло Пупин избацује ЦЕР-22 - „рачунар за он-лајн банкарске послове“.

1971
- Институт Михајло Пупин избацује први хибридни рачунарски систем ХРС-100 за АНСССР у Москви.

1983
- Институт Михајло Пупин избацује рачунарски систем за генерисање слика у реалном времену и микрорачунар ТИМ-001, који је креирао др Драгољуб Милићевић са својом екипом.
- Искра Делта избацује Партнер рачунар базиран на Z80A микропроцесору.
- У часопису Рачунари у вашој кући објављена упутства за самоградњу рачунара за игрице тзв. Галаксија, који је креирао Воја Антонић.

1984
- Искра Делта избацује модел 800 базиран на /34.
- ПЕЛ Вараждин избацује рачунар Галеб који ће касније бити замењен рачунаром Орао.

1985
- Институт Михајло Пупин избацује серију микропроцесорских рачунара за поште ТИМ-100.
- ПЕЛ Вараждин избацује рачунар Орао за употребу у школама.
- Појављује се побољшана верзија Галаксија Плус.
- Електронска Индустрија избацује  and  за употребу у неким средњим школама.
- Институт Иво Лола Рибар најављује свој рачунар Лола 8 за Сајам технике ове године (1985).

1986
- Институт за рачунарске и информационе системе ЕНЕРГОИНВЕСТ ИРИС избацује IRIS PC-16.[3]

1988
- Институт Михајло Пупин избацује 32-битни рачунарски систем ТИМ-600.
- Институт Михајло Пупин избацује рачунар ТИМ-011 базиран на  микропроцесору (компатибилном са ), за наставну употребу у средњим школама Србије.

1989
- Институт за рачунарске и информационе системе ЕНЕРГОИНВЕСТ ИРИС 6.априла представља серију вишекорисничких рачунара IRIS MUV (IRIS - Motorola-Unix-VME) заснованих на Motorola 68030 архитектури[4].